# Body Language (album de Kylie Minogue)
Body Language este cel de-al nouălea album de studio al cântăreței australiene Kylie Minogue, lansat la 17 noiembrie 2003 sub egida casei de discuri Parlophone. În urma succesului comercial masiv întâmpinat de materialul discografic precedent, Fever (2001), Minogue a cooptat un grup divers de textieri și producători pentru a crea un album nou, printre care au fost incluși Cathy Dennis, Dan Carey, Emiliana Torrini, Johnny Douglas, sau Kurtis Mantronik. Fiind influențat de muzica anilor '80 și artiști precum Scritti Politti și Prince, Body Language a reprezentat o abatere de la stilul muzical pe care artista l-a adoptat pentru albumele anterioare, care au inclus în principal cântece disco și dance-pop, și explorează genuri muzicale precum synth-pop, electroclash, R&B și hip hop. Majoritatea pieselor de pe album conțin referințe către melodii din anii '80, în timp ce temele cântecelor gravitează în jurul unor subiecte precum distracția, flirtatul și sexualitatea.
Trei piese au contribuit la promovarea albumului Body Language, fiind lansate drept single-uri. „Slow” a fost lansat în luna noiembrie a anului 2003 drept primul disc single extras de pe material și a fost un succes comercial, ocupând prima poziție în clasamentele din Australia, Danemarca, Regatul Unit, România și Spania. „Red Blooded Woman” a fost lansat drept cel de-al doilea single în martie 2004 și a obținut poziții de top cinci în Australia, Regatul Unit și Scoția, clasându-se totodată pe primul loc în România. „Chocolate” a fost lansat în iunie 2004 drept cel de-al treilea și ultimul extras pe single al albumului, și a devenit un șlagăr de top zece în Scoția, Regatul Unit, România și Ungaria. Minogue a cântat în cadrul unui eveniment special organizat în locația Hammersmith Apollo în Londra, la 15 noiembrie 2003, pentru a marca lansarea albumului. Nu au fost puse la dispoziție bilete spre vânzare către public, și doar fanii cu invitații au avut permisiunea de a participa la concertul intitulat „Money Can't Buy”.
În urma lansării sale, Body Language a primit, în general, recenzii favorabile spre mixte din partea criticilor de specialitate, majoritatea complimentând faptul că Minogue experimentează un teritoriu nou din punct vedere muzical și producția per ansamblu a discului. Cu toate acestea, unii critici au fost de părere că majoritatea cântecelor nu sunt îndeajuns de captivante, și neadecvate pentru dans. În ciuda faptului că nu a întâmpinat succesul albumului Fever, Body Language a avut parte de o performanță bună în clasamentele internaționale, ocupând locul doi în Australia și fiind premiat cu două discuri de platină de către Australian Recording Industry Association (ARIA), în timp ce în Regatul Unit, materialul a ajuns pe locul șase și a primit un disc de platină din partea British Phonographic Industry (BPI). În alte regiuni, albumul a fost premiat cu discul de aur în Austria și Elveția. Jurnaliștii muzical au observat că Body Language a reprezentat o schimbare importantă a personalității lui Minogue, menționând albumul drept exemplu pentru numeroasele „reinvenții” ale cântăreței.

## Informații generale

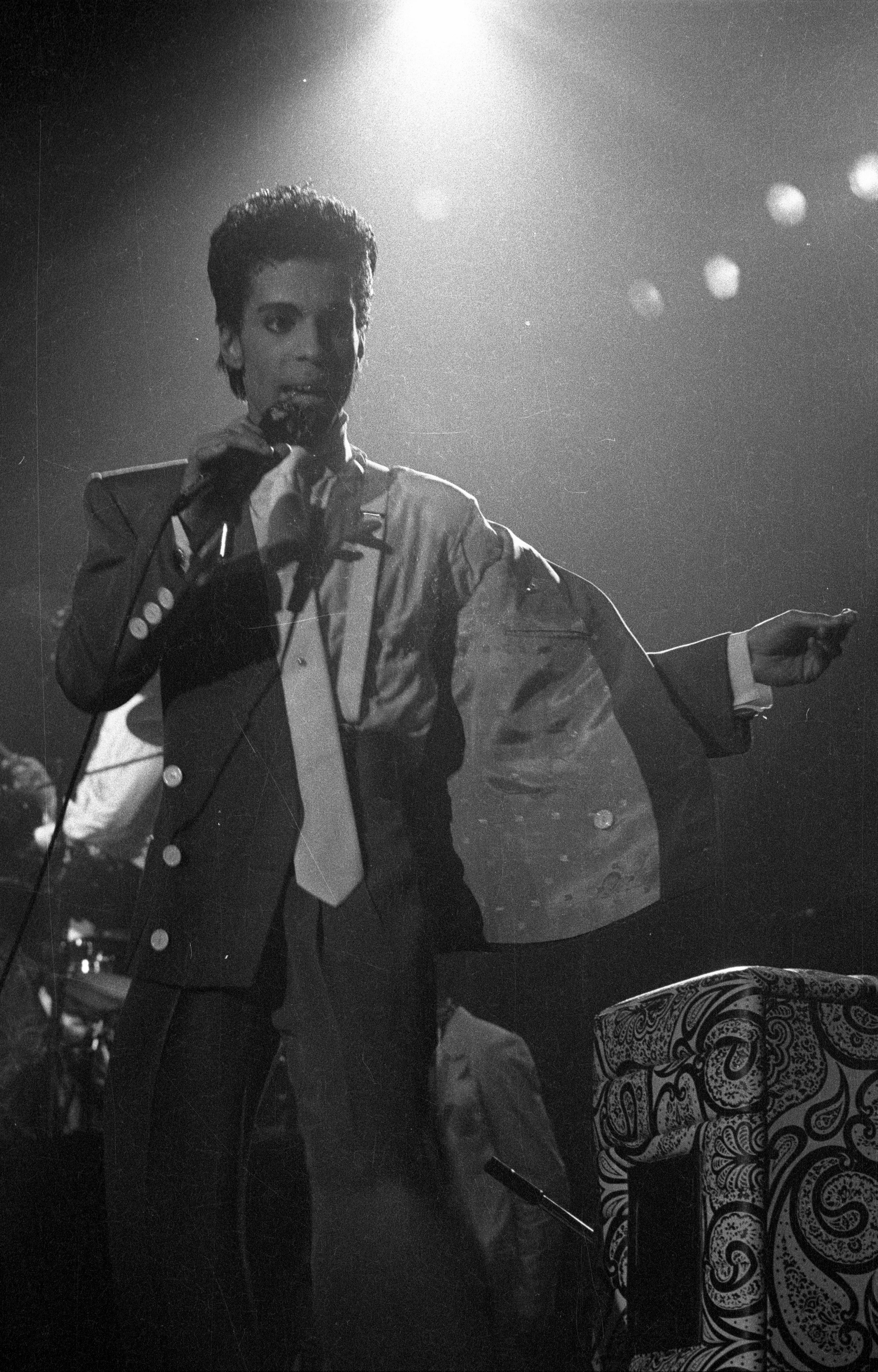
Muzica artiștilor din anii '80, precum cea a cântărețului-textier american Prince (fotografie), au reprezentat o influență majoră în procesul de dezvoltare al albumului Body Language.

În luna octombrie a anului 2001, Minogue și-a lansat cel de-al optulea ei album de studio, Fever. Discul ce conține piese disco și dance-pop cu influențe Europop a obținut succes comercial pe plan internațional, debutând pe primele poziții ale clasamentelor din țara natală a artistei, Australia și în Regatul Unit. A fost primul album al solistei care să fie comercializat în Statele Unite de la Enjoy Yourself (1989), și a devenit cel mai de succes material al ei în această regiune, ocupând locul trei în ierarhia Billboard 200. Fever a fost premiat cu șapte discuri de platină în Australia, cinci discuri de platină în Regatul Unit, și un disc de platină în Statele Unite. Înregistrând vânzări de peste șase milioane de exemplare distribuite în întreaga lume, Fever a devenit cel mai bine vândut album a lui Minogue. Succesul materialului, cu referire în mod special la Statele Unite, a fost acreditat impactului comercial pe l-a avut primul disc single lansat, piesa „Can't Get You Out of My Head”, care a ajuns pe locul unu în patruzeci de țări. Melodia s-a clasat pe locul unu în topurile din toate țările din Europa, cu excepția Finlandei, precum și în Australia și Noua Zeelandă. Cântecul s-a vândut în peste cinci milioane de exemplare pe plan mondial, devenind cel mai bine vândut single a lui Minogue, precum și unul dintre cele mai bine vândute discuri single din istorie.
La scurt timp după, Minogue a început să lucreze la cel de-al nouălea ei album de studio, Body Language. Având ca scop principal crearea unui album dance-pop inspirat de muzica electronică a anilor '80, Minogue a cooptat colaboratori precum Cathy Dennis, Dan Carey, Emiliana Torrini, Johnny Douglas și Mantronix. În cadrul unui interviu acordat postului de televiziune VH1, artista a explicat modul în care muzica din anii '80 a influențat-o, afirmând:
„Am intrat prima oară în contact cu muzica pop în '81, aș spune. Totul era legat Prince, Adam [and] the Ants, acea întreaga perioadă New Romantic. Înainte de asta, erau Jackson 5, Donna Summer, și discurile tatălui meu – the [Rolling] Stones și Beatles. Influențele pe care le-am utilizat pe Body Language se îndreaptă mai mult către mijlocul anilor '80, îndeosebi Scritti Politti.”
Discutând în continuare despre Scritti Politti, o formație post-punk britanică, Minogue a povestit colaborarea ei cu solistul trupei, Green Gartside, vocea acestuia fiind inclusă în cântecul „Someday”. Cântăreața a spus: „Până astăzi, încă nu l-am cunoscut! Pur și simplu i-am răspuns robotului telefonic «Bună, sunt Kylie! Voiam doar să-ți mulțumesc foarte mult! Ai o voce strălucită!»” La compunerea piesei „After Dark” a contribuit Dennis, cea care a a compus, de asemenea, single-ul „Can't Get You Out of My Head”. Torrini, textier al piesei „Slow”, a dezvăluit modul în care a fost cooptată pentru compunerea cântecului, spunând: „A fost ca și cum aș fi intrat pe un câmp de tragere, ceva de genul «Hei! Tu de acolo!» A fost destul de ireal. Încă mă gândesc la cum oamenii lui Kylie încercau să o contacteze pe Jamelia, însă au format numărul greșit. Ar fi fost mult mai amuzant dacă lucrurile s-au fi întâmplat astfel”. Ședințele de înregistrare ale albumului Body Language au avot loc în vara anului 2003, în locații precum Londra, Anglia; Dublin, Irlanda, și Marabella, Spania.

## Lista cântecelor
1. „Slow” – 3:15
2. „Still Standing” – 3:39
3. „Secret (Take You Home)” – 3:16
4. „Promises” – 3:17
5. „Sweet Music” – 4:11
6. „Red Blooded Woman” – 4:21
7. „Chocolate” – 5:00
8. „Obsession” – 3:31
9. „I Feel for You” – 4:19
10. „Someday” – 4:18
11. „Loving Days” – 4:26
12. „After Dark” – 4:10